# Anika Schulz
Anika Schulz (* 22. Juni 1983 in Schwerin) ist eine ehemalige deutsche Volleyballspielerin. Heute ist sie Trainerin beim BTV Aarau Volleyball in der Schweiz.

## Karriere
Schulz lernte in den 1990er Jahren das Volleyballspiel beim heimischen Schweriner SC und stand hier seit 1999 im Bundesligakader. Sie gewann 2000, 2001 und 2002 mit dem SSC dreimal in Folge den Deutschen Meistertitel sowie 2001 den DVV-Pokal. Schulz spielte auch in der deutschen Nationalmannschaft, mit der sie 2003 bei der Europameisterschaft in Ankara die Bronzemedaille gewann. 2005 wechselte die Diagonalangreiferin zum Ligakonkurrenten 1. VC Wiesbaden. Von 2008 bis 2017 spielte Schulz beim Schweizer Erstligisten Volley Köniz, mit dem sie 2009 den Schweizer Meistertitel gewann. Seit 2017 ist Anika Schulz Spielerin und Trainerin beim Schweizer Volleyballverein BTV Aarau. Dort coachte sie die NLB Damenmannschaft von 2020 bis 2022. Aktuell ist sie Trainerin der Regionalen Trainingsgruppe Aargau und im Nachwuchsleistungssport für den BTV Aarau Volleyball tätig. Bei der Volleyball-WM 2022 war sie Assistenztrainerin der deutschen Frauen Nationalmannschaft.